# Riccardo Forconi
Riccardo Forconi (né le 13 juin 1970 à Empoli, dans la province de Florence en  Toscane) est un ancien coureur cycliste italien.

## Biographie
Riccardo Forconi commence sa carrière professionnelle en 1993 dans l'équipe Amore e Vita, dans laquelle il avait été stagiaire à la fin de l'année fin 1992. 
Après cinq saisons, il rejoint la formation Mercatone Uno. Il y officie comme coéquipier de Marco Pantani. Il est notamment à ses côtés lors du doublé Tour de France-Tour d'Italie en 1998, et lors du Giro 1999 qui voit l'exclusion de l'équipe Mercatone Uno à la veille de l'arrivée à Milan en raison d'un contrôle sanguin révélant un hématocrite supérieur à 50 %.
Ricardo Forconi est lui-même rattrapé par les affaires de dopage. Déjà contrôlé avec un hématocrite élevé sur le Tour d'Italie 1998, il fait l'objet d'un contrôle positif à l'EPO durant le Tour d'Italie 2001.

## Palmarès
- 1995
  - 2e du Tour de la province de Reggio de Calabre
- 1996
  - 2e du Trophée des grimpeurs
  - 5e du Tour de Suisse
- 1998
  - 3e du Tour de Toscane
- 1999
  - 2e étape du Tour du Trentin

## Résultats sur les grands tours

### Tour de France
3 participations
- 1998 : 46e
- 1999 : 87e
- 2000 : 70e

### Tour d'Italie
10 participations
- 1993 : 130e
- 1994 : 77e
- 1995 : 110e
- 1996 : 94e
- 1997 : 21e
- 1998 : exclu (21e étape)
- 1999 : exclusion de l'équipe Mercatone Uno (21e étape)
- 2000 : 27e
- 2001 : non-partant à la 17e étape
- 2002 : abandon (10e étape)

### Tour d'Espagne
1 participation
- 1994 : 84e